# Hotel Cosmos
L'Hotel Cosmos è situato nel nord di Mosca, in una zona verde su uno dei viali principali della città, Prospect Mira, a circa 20 minuti d'auto dal centro. Si trova nei pressi del Centro espositivo panrusso, della Torre di Ostankino, dello Stadio Olimpico e del Centro espositivo Sokolniki.

## Storia
L'hotel venne costruito in occasione dei Giochi della XXII Olimpiade tenutisi a Mosca nel 1980. L'edificio e il vicino monumento alla "Conquista dello Spazio" vennero progettati congiuntamente da un gruppo di architetti sovietici e francesi: V. Andreev, T. Zaikin,d  B. Steiskal di Mosproekt 1; O. Kakub, P. Jouglet e S. Epstein, francesi. La costruzione fu una joint venture con la compagnia francese Sefri (oggi denominata Sefri Cime).
L'hotel, con le sue 1.777 camere, è il più grande di Russia. Si tratta di 1.718 camere standard, 53 suites doppie e 6 suites con 4 stanze.
La cerimonia ufficiale d'inaugurazione avvenne il 18 luglio 1979 e vi parteciparono personalità politiche, uomini d'affari e stelle del firmamento artistico sovietico. Il cantante Joe Dassin si esibì nell'occasione.
Nel 1990, la piazza antistante l'hotel venne rinominata in onore del generale Charles de Gaulle e il 9 maggio 2005, per celebrare il LX anniversario della Giornata della Vittoria russa, alla presenza di Jacques Chirac, venne inaugurato un monumento a De Gaulle.

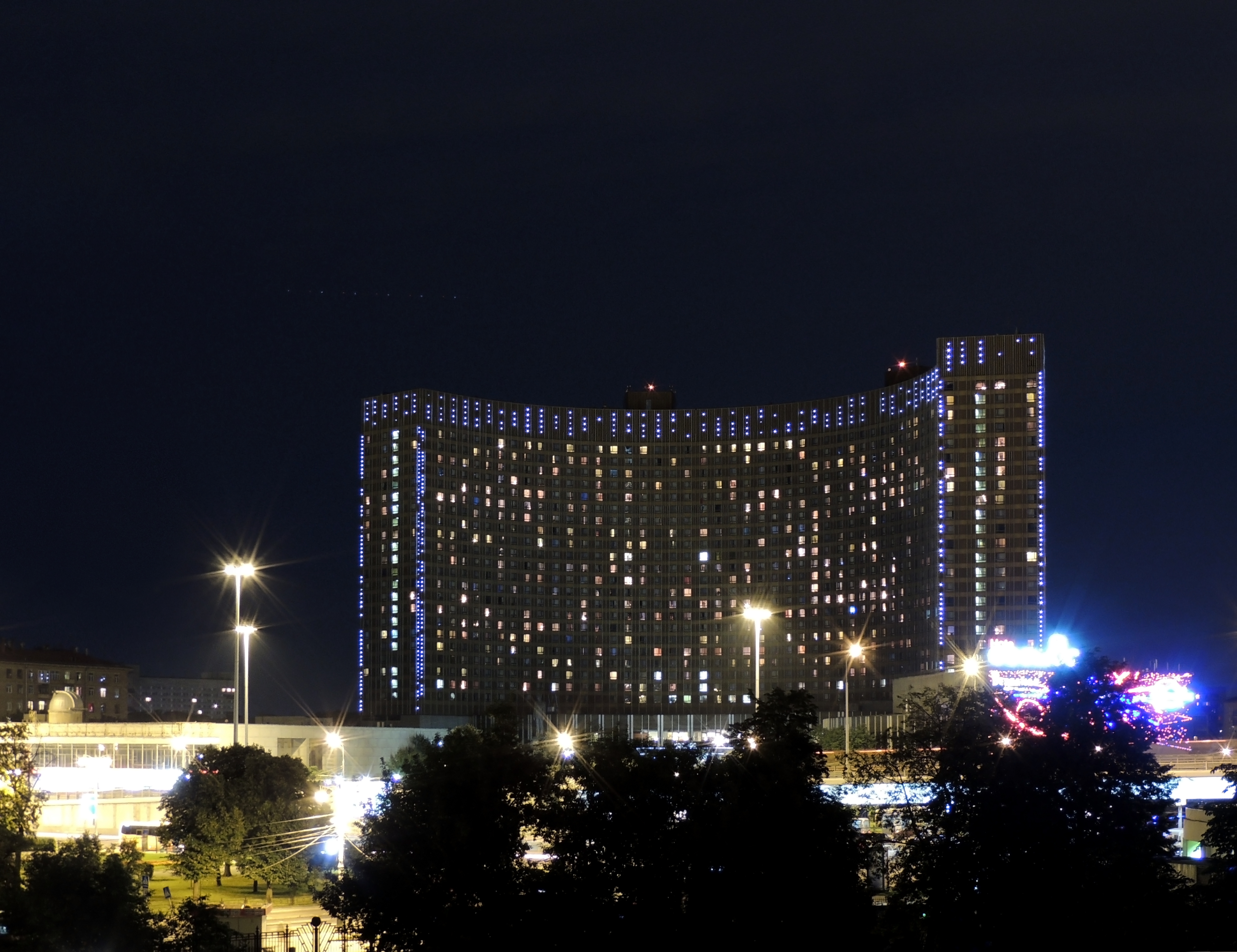
L'Hotel Cosmos di notte